# ملون ماي-غرونفالد
ملون ماي-غرونفالد أو صباغ ماي-غرونفالد (بالألمانية: May–Grünwald stain) ويُعرف أيضًا باسم ملون ماي-غرونفالد-غيمزا أو صباغ ماي-غرونفالد-غيمزا (بالإنجليزية: May–Grünwald–Giemsa stain)‏، هو مُلون يُستخدم في تلوين (صَبغ) شرائح علم الخلايا الرشفية بإبرة رفيعة في مختبرات علم أمراض الأنسجة، وذلك بهدف تشخيص الخلايا السرطانية.